# A5 (Groot-Brittannië)
De A5 is een weg in het Verenigd Koninkrijk tussen Londen en Holyhead in Wales. De A5 volgt de Romeinse weg Iter II, tegenwoordig Watling Street genoemd. De weg is 423 kilometer lang.

## Geschiedenis
Met de Act of Union in 1800 werden het Koninkrijk Groot-Brittannië en het Koninkrijk Ierland verenigd. De Britse regering besloot toen een weg aan te leggen tussen Londen en Dublin. Holyhead in Wales ligt dicht bij Dublin. Vanaf die plaats zou een veerpont naar Dublin vertrekken.
In de 20e eeuw is de hoofdverkeersfunctie op enkele delen van de A5 overgenomen door de autosnelwegen M1 en M54.

## Hoofdbestemmingen
De volgende hoofdbestemmingen (primary destinations) liggen aan de A5:
- Londen
- St Albans
- Dunstable
- Milton Keynes
- Hinckley
- Nuneaton
- Tamworth
- Cannock
- Telford
- Shrewsbury
- Oswestry
- Llangollen
- Betws-y-Coed
- Bangor
- Holyhead

## Foto's

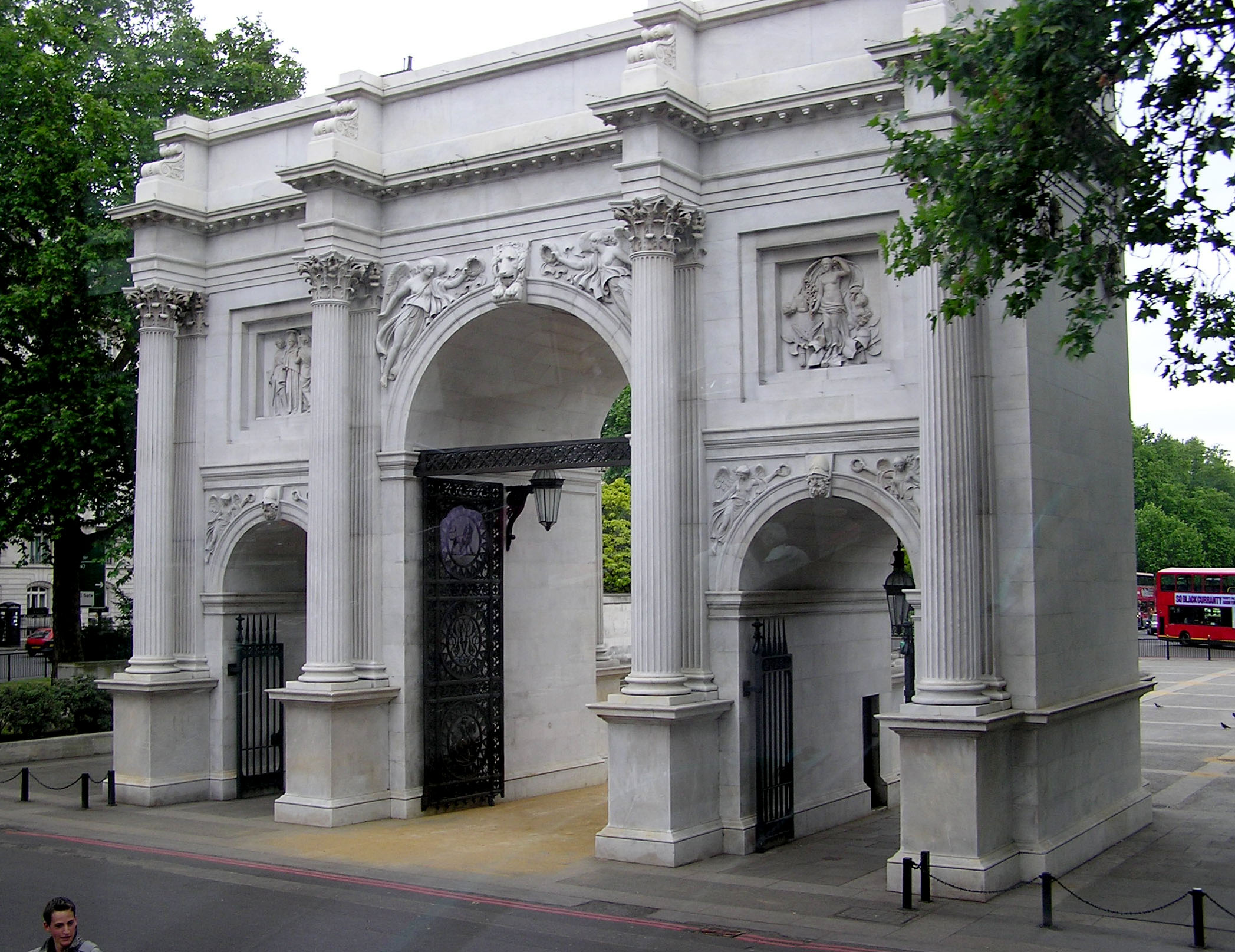
De Marble Arch in Londen, het begin van de A5
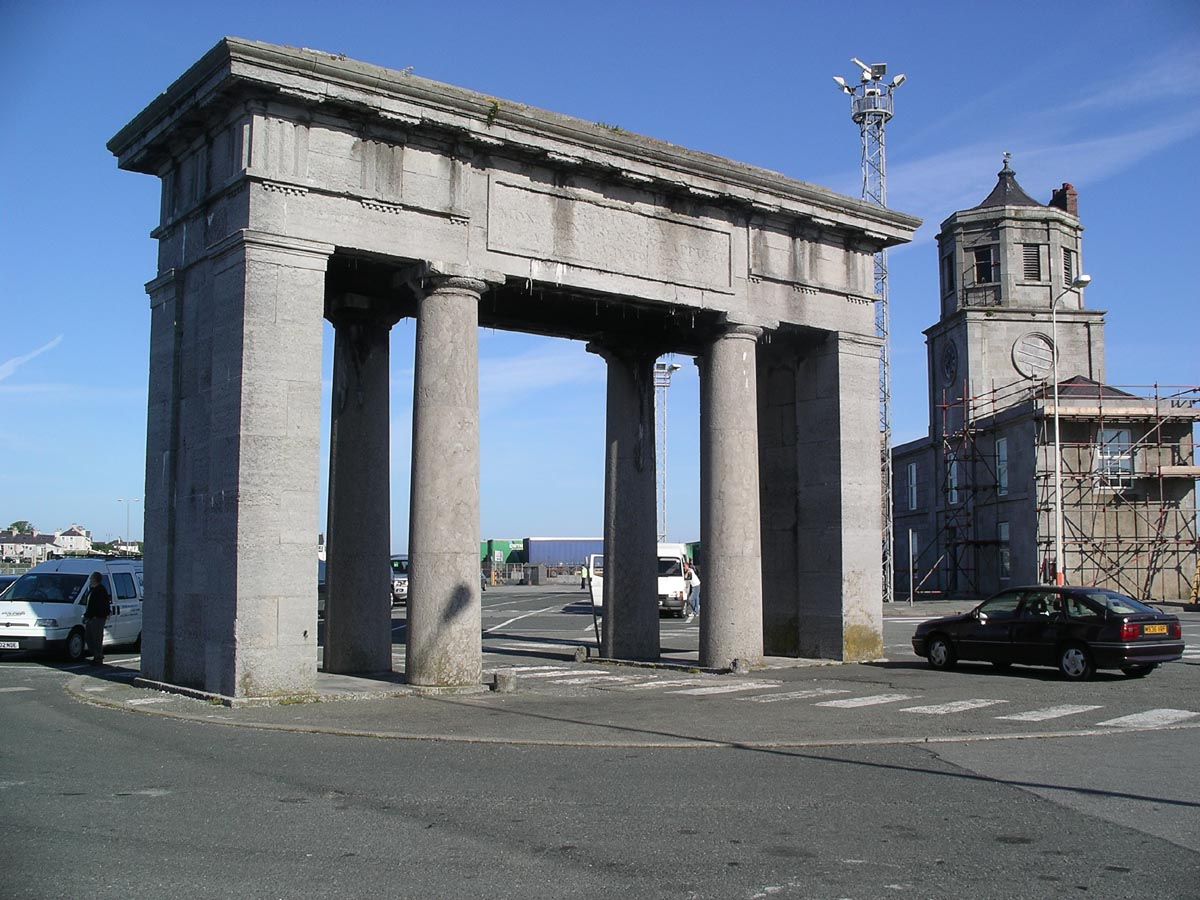
De Admiralty Arch in Holyhead, het einde van de A5